# Mutum (Minas Gerais)
Mutum é um município brasileiro no interior do estado de Minas Gerais, Região Sudeste do país. Sua população recenseada em 2022 era de 27 635 habitantes. O município é rodeado pela Pedra Invejada, Pedra do Facão e Pedra do Gaspar, símbolos do ecoturismo na região do entorno do Caparaó.

## Etimologia
O topônimo Mutum se deve à abundância do pássaro homônimo na região na época da fundação da cidade. Mutum é a designação comum às aves galiformes da família dos cracídeos, florestais, dos gêneros Crax e Mitu, sendo várias espécies dessas aves ameaçadas de extinção. Tais animais possuem uma plumagem geralmente negra, com topete com penas encrespadas ou lisas e bico com cores vivas.

## História
Os primeiros habitantes de Mutum foram os índios Botocudos, que vieram da região do recôncavo baiano, expulsos pelos índios guaranis por motivos bélicos. Durante o início do século XIX, em 1809, a região deixou de ser "proibida" pela coroa, então os povos começaram a se aproximar pelo Rio Pardo (hoje o município de Iúna-ES), os primeiros a se instalarem eram tropeiros, com suas vestimentas características do costume crioulo, criavam rancharias e no lombo dos burros, levavam a produção e traziam bens de consumo, foi se formando pequenas estalagens, vieram os jesuítas e vigários, construíram-se as pequenas Capelas, formou-se a pequena vila, que nos fins de semana recebia gente que vinha para a Capela e comprava bens, veio o mercado. as suas festas eram no mês de Junho (junina de São João)ali comia-se torresmos, farinha e bolos, churrascos, broas e batatas. A dança era a quadrilha, o congo.e o boi bumbá foi, e ainda são as tradições folclóricas mais importantes. Mutum fica na região que outrora foi denominada Região das Matas. Cidade com muitas belezas naturais, incluindo inúmeras cachoeiras, tornou-se ponto atrativo para quem gosta da natureza. O município conta com atrações turísticas não muito conhecidas, tal como um parque arqueológico indígena que foi descoberto pela Família dos Rodrigues da Fonseca. Conta nos dias de hoje com uma grande festa que se dá no mês de Julho, uma Exposição Agropecuária. Na mesma data, é realizado o encontro do mutuense ausente, época na qual os que aí nasceram e vivem longe, voltam para rever a terra natal, os amigos e as mudanças que vêm acontecendo no município.

## Geografia
De acordo com a divisão regional vigente desde 2017, instituída pelo IBGE, o município pertence às Regiões Geográficas Intermediária de Juiz de Fora e Imediata de Manhuaçu. Até então, com a vigência das divisões em microrregiões e mesorregiões, fazia parte da microrregião de Aimorés, que por sua vez estava incluída na mesorregião do Vale do Rio Doce.

### Localização geográfica
O município de Mutum localiza-se na região do Vale do Rio Doce. Possui uma área de 1.256,08 km², e é limitado ao norte pelos municípios de Aimorés e Pocrane, ao sul pelos municípios de Chalé e Lajinha, a leste por Ibatiba (ES), Brejetuba (ES) e Afonso Cláudio (ES), e a oeste por Taparuba e Conceição de Ipanema.
Além da sede o município possui seis distritos (Ocidente, Centenário, Humaitá, Imbiruçu, Santa Rita do Mutum e Roseiral, que teve seu cartório constituído em 28 de agosto de 1892), quatro povoados (São Roque, Santa Maria, Santa Efigênia, Lajinha do Mutum, Palha Branca e Povoado dos Franças) e 54 comunidades. A sede encontra-se a 240 metros de altitude, nas coordenadas 19°49’01" de latitude sul e 41°26’18" de longitude oeste.
Mutum é servida pela rodovia MG-108, que faz ligação com a cidade de Lajinha (MG) e a BR-262 (asfaltada) ao sul, e pela BR-474, que dá acesso à cidade de Aimorés ao norte, com parte asfaltada (42 km) e parte sem asfalto (28 km).

### Hidrografia
É banhada pelos rios São Manoel, Mutum e José Pedro.

### Relevo

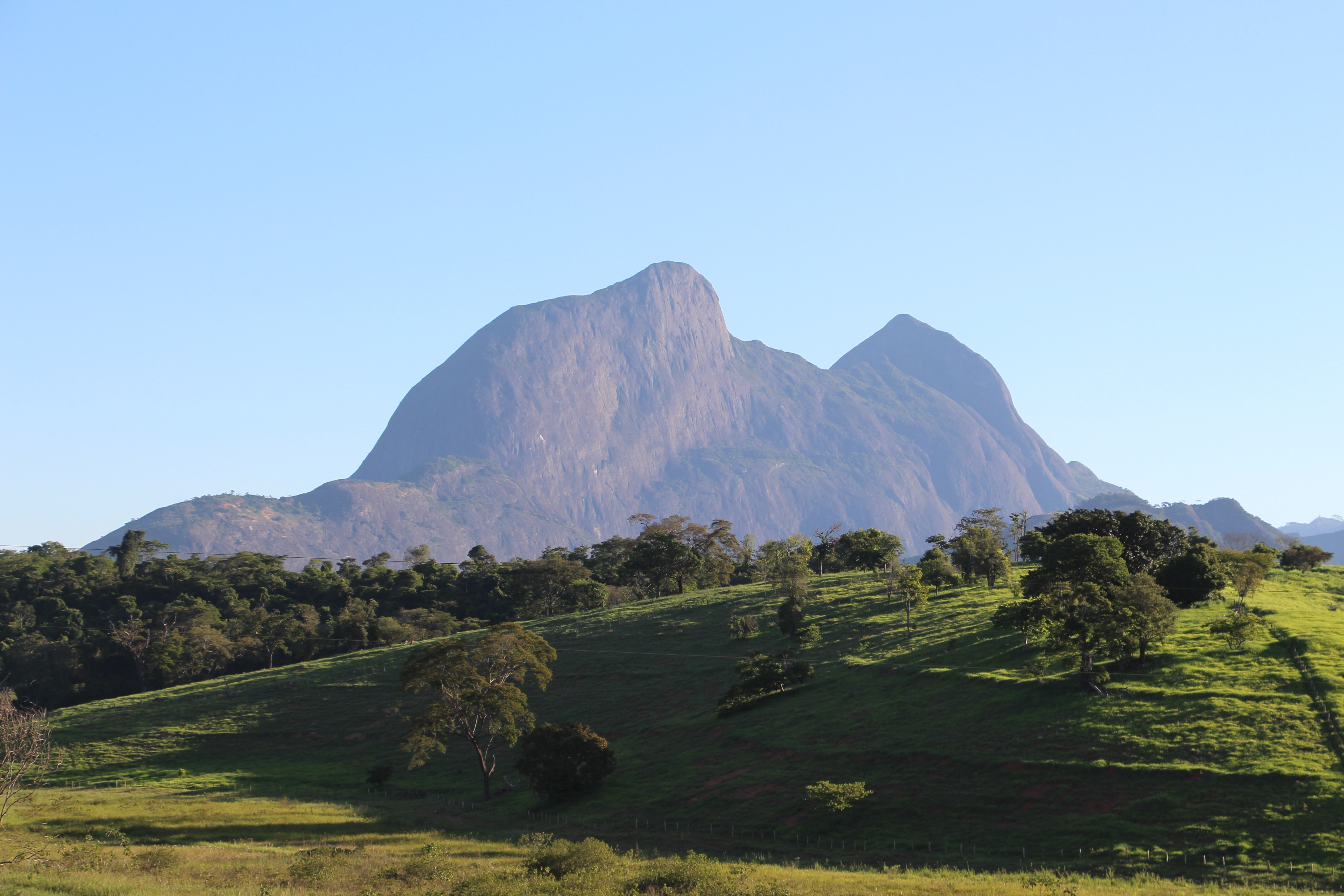
Pedra Invejada em 2015.

Seu relevo é composto em parte por várzeas, influência das baixadas do Rio Doce onde podemos encontrar várias lagoas e, em parte por montanhas. O Município é o limite onde terminam as baixadas e começam as elevações que vão terminar na Serra do Caparaó. No Município há várias elevações onde destacam-se: a Pedra Pirraça ou Pedra Santa (localizada no Distrito de Imbiruçu), na pedra foi construída, pelo carpinteiro Teófilo Belmiro, uma pequena igreja de madeira fincada em pequenos furos feitos na pedra com ferramentas rudimentares, dedicada a Nossa Senhora do Montserrat, que foi destruída pelo vento e pelo tempo, outras duas vezes foram construídas igrejas, que novamente foram destruídas, atualmente temos uma nova feita em alvenaria. No alto da pedra brota uma água que nunca seca, considerada santa, guardada por uma imagem ), a Pedra do Gaspar, a Pedra do Facão e principalmente a Pedra Invejada, uma das mais belas paisagens do interior mineiro. porém a região dos distritos de Roseiral, Humaitá e Imbiruçu, são de solo roxo e vermelho, montanhoso, com altitudes que chegam a mais de 1.000 metros do nível do mar. Com grandes serras e produção de café das montanhas. a neblina pela manhã e as tardes amareladas são comuns nos montes durante o pôr so sol do mês de junho.
Devido ao desnível entre a baixada e as elevações, no Município existem várias e belas cachoeiras, principalmente no Rio São Manoel.

### Vegetação
A vegetação predominante no município é a de Mata Atlântica. Suas árvores mais altas atingem geralmente de 25 a 30 metros de altura. Predomina a floresta subcaducifólia tropical, rica em cipós e epífitas. A peroba (Aspidosperma sp.), o Cedro (Cedrella spp), o Jacarandá (Machaerium villosum), o Palmito (Euterpe edulis), o Pau-Brasil (Caesalpina echinata) e o Ipê amarelo (Tabebuia sp) foram espécies exploradas na Mata Atlântica.
Além de madeira, a Mata Atlântica contribuiu muito com seus solos para o desenvolvimento econômico do Município. A maior parte deles pertence ao grupo dos latossolos vermelho-amarelos, entre os quais se inclui a terra roxa, propícia ao cultivo do café e nos quais se instalaram várias culturas tais como; cana-de-açúcar, milho, arroz e feijão. No que tange às pastagens, o capim colonião (Panicum maximum) vegeta de forma agressiva quase naturalmente, apresentando elevado potencial nutritivo.
Infelizmente o Município está sendo invadido por plantações de eucaliptos que destrói a vegetação nativa, transformando numa monovegetação. O eucalipto está contribuindo para o êxodo rural, devido ao fato de não gerar mão de obra no campo, uma vez que só há trabalho na plantação e na colheita (corte) que é feita por máquinas.
Outro mal que a plantação de eucaliptos causa, é o extermínio da produção de café e cereais que serviria para a alimentação, bem como ocupa os antigos pastos extinguindo a criação de gado que é tradicional na região, além da destruição da fauna nativa, que fica sem alimentos e seu habitat.

## Economia
Mutum é um município cujo principal setor econômico é o agropecuário, com base produtiva primária assentada principalmente na produção de café, milho e feijão, além de um importante rebanho de gado.
O setor lácteo tem se destacado como segmento de maior representação no municipio, por sua grande bacia leiteira, com a presença de fábricas de laticinios, destacando-se os Laticinios Porto Alegre, Laticinios Mutumilk, Laticinios Lito, Laticinios São Roque, entre outros.
No setor bancário e financeiro, o município conta com agências do Banco do Brasil, Cooperativa Sicoob, Itaú e uma Casa Lotérica da Caixa Econômica Federal. 
Anualmente acontece a Exposição Agropecuária de Mutum (ExpoMutum), sempre ao mês de julho, reunindo atrações turísticas como rodeios, praça de alimentação, parque de diversões, shows nacionais e regionais bem como o tradicional bingo no encerramento da festa, que movimentam a economia no período.

## Educação
A cidade conta com várias escolas de ensino básico, seja no centro da cidade ou nos seus distritos da zona rural. Em toda extensão do município, situam-se 13 escolas estaduais que ofertam a educação do nível fundamental ao ensino médio/técnico, destacando-se também o EJA (Educação de Jovens e Adultos), bem como o CESEC. 
Mutum também possui um polo da Uniasselvi EAD e da Universidade Cruzeiro do Sul, além de um polo da UAITEC (Universidade Aberta Integrada).

## Religião

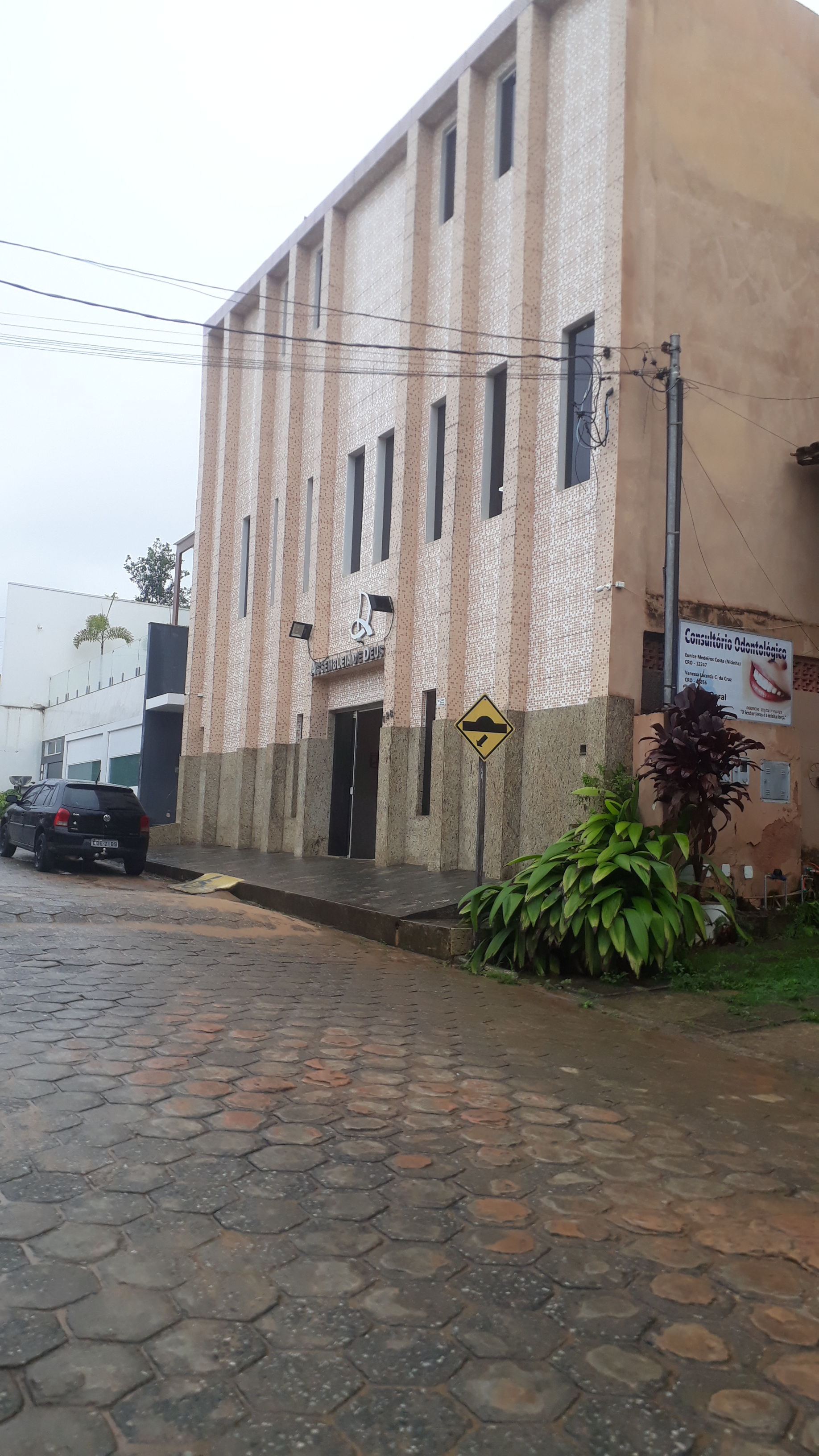
Templo Sede da Assembleia de Deus de Mutum em 2025

De acordo com o senso do IBGE de 2022, Mutum possuí uma grande diversificação religiosa, sendo dividida entre 13.032 católicos, 8.303 evangélicos (compostos por assembleianos, batistas, presbiterianos, adventistas, etc), 101 espíritas, 40 da umbanda e camdomblé, 285 de outras religiões e 2.234 sem religião.

## Cidadãos ilustres
- Levy Fidelix
- Vinícius Eutrópio
- Ramon Menezes